# Erik Wevers

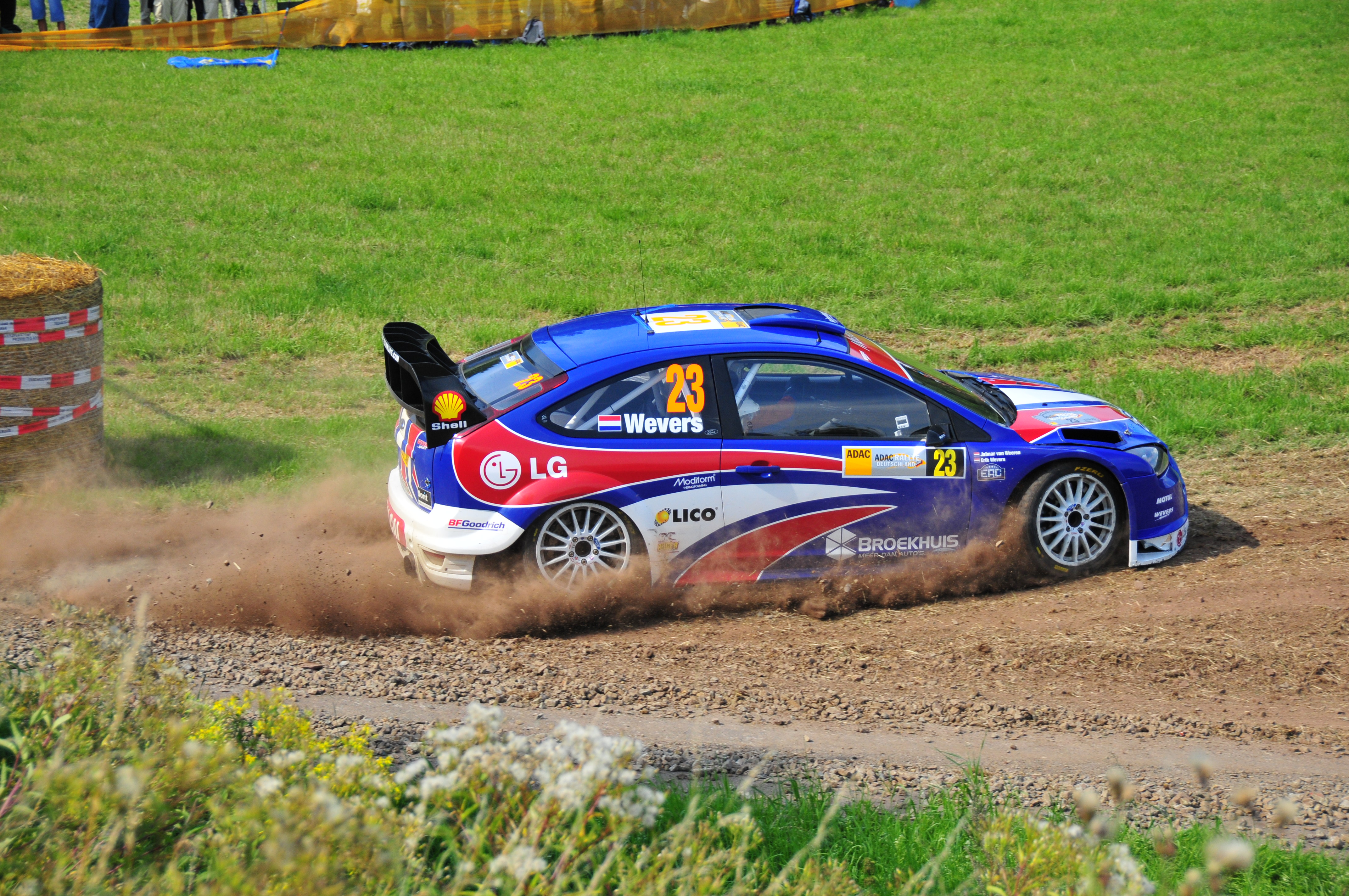
Erik Wevers actief in zijn Ford Focus RS WRC in 2008

Erik Wevers (Deventer, 24 maart 1970) is een Nederlands rallyrijder en ondernemer.
Wevers is opgegroeid in Markelo en woont na een korte periode in Goor sinds 2008 weer in Markelo. Wevers begon al jong met rallyrijden in de regio Twente; hij debuteerde in 1991 in de rallysport. Inmiddels heeft Wevers een tal van overwinningen behaald, waaronder een aantal in het grootste rallyevenement van Nederland, de Hellendoorn Rally, die voorheen bekendstond als de Golden Tulip Rally. Achter het stuur van een Toyota Corolla WRC wordt hij in 2005 voor het eerst Nederlands rallykampioen, en met deze auto nam hij in 2006 deel aan het Duits rallykampioenschap. Na een kortstondige overstap naar een Škoda Fabia WRC, rijdt hij sinds het seizoen 2008 in een Ford Focus RS WRC. Met deze auto won hij datzelfde jaar voor de tweede maal de Nederlandse titel.
Naast zijn activiteit als rijder, heeft Wevers ook een eigen team, genaamd Wevers Sport, dat rallyauto's prepareert.

## Lijst van overwinningen
| Jaar | Rally                                    | Navigator                                | Auto                  |
| ---- | ---------------------------------------- | ---------------------------------------- | --------------------- |
| 2000 | Int. Van Staveren Zuiderzeerally (Ned)   | Gert Kamphuis                            | Toyota Celica GT-Four |
| 2003 | Rallye de Hannut (Bel)                   | Michiel Poel                             | Toyota Celica GT-Four |
| 2003 | Golden Tulip Rally (Ned)                 | Michiel Poel                             | Toyota Corolla WRC    |
| 2004 | Paradigit-ELE Rally (Ned)                | Michiel Poel                             | Toyota Corolla WRC    |
| 2004 | Vierhouten Pallets Nederland Rally (Ned) | Michiel Poel                             | Toyota Corolla WRC    |
| 2004 | Conrad Euregio Rally (Ned)               | Michiel Poel                             | Toyota Corolla WRC    |
| 2005 | Int. Van Staveren Zuiderzeerally (Ned)   | Filip Goddé                              | Toyota Corolla WRC    |
| 2005 | LG Almere Rally (Ned)                    | Filip Goddé                              | Toyota Corolla WRC    |
| 2005 | Elmar Rally - Hulst (Ned)                | Filip Goddé                              | Toyota Corolla WRC    |
| 2005 | Paradigit-ELE Rally (Ned)                | Filip Goddé                              | Toyota Corolla WRC    |
| 2005 | Int. BHV Expo Groep Rally (Ned)          | Filip Goddé                              | Toyota Corolla WRC    |
| 2005 | Golden Tulip Rally (Ned)                 | Filip Goddé                              | Toyota Corolla WRC    |
| 2005 | Conrad Euregio Rally (Ned)               | Filip Goddé                              | Toyota Corolla WRC    |
| 2006 | Conrad Euregio Rally (Ned)               | Jan-Peter Balkenende / Patrick Gerritsen | Toyota Corolla WRC    |
| 2008 | Rallye de Hannut (Bel)                   | Jalmar van Weeren                        | Ford Focus RS WRC     |
| 2008 | LG Almere Rally (Ned)                    | Jalmar van Weeren                        | Toyota Corolla WRC    |
| 2008 | Vogelsberg Rallye (Dui)                  | Jalmar van Weeren                        | Ford Focus RS WRC     |
| 2008 | Sezoens Rally (Bel)                      | Jalmar van Weeren                        | Ford Focus RS WRC     |
| 2008 | Paradigit-ELE Rally (Ned)                | Jalmar van Weeren                        | Ford Focus RS WRC     |
| 2008 | Exotic Green Rally (Ned)                 | Jalmar van Weeren                        | Ford Focus RS WRC     |
| 2008 | Eifel Rallye (Dui)                       | Jalmar van Weeren                        | Ford Focus RS WRC     |
| 2008 | Hellendoorn Rally (Ned)                  | Jalmar van Weeren                        | Ford Focus RS WRC     |
| 2008 | Euregio Rally (Ned)                      | Jalmar van Weeren                        | Ford Focus RS WRC     |
| 2009 | Hellendoorn Rally (Ned)                  | Jalmar van Weeren                        | Ford Focus RS WRC     |
| 2018 | Baja Portoalegre (Prt)                   | Ashley Garcia                            | Borgward Bx7 DKR      |
| 2019 | Dakar Rally (Per)                        | Ashley Garcia                            | Borgward Bx7 DKR      |